# Lista proprietăților termodinamice
În termodinamică o proprietate termodinamică este orice proprietate care este măsurabilă și a cărei valoare descrie o stare a unui sistem fizic. Proprietățile termodinamice sunt definite ca trăsături caracteristice ale unui sistem, capabile să specifice starea sistemului. Unele constante, cum ar fi constanta universală a gazului ideal, R, nu descriu starea unui sistem, prin urmare nu sunt proprietăți termodinamice. Pe de altă parte, unele constante, cum ar fi Kf (constanta crioscopică), sunt caracteristice unei anumite substanțe, deci pot fi considerate pentru a descrie starea unui sistem. Prin urmare, pot fi considerate proprietăți termodinamice.
Proprietățile masice (vechea terminologie le denumea specifice) sunt exprimate pentru o unitate de masă. Dacă unitățile ar fi schimbate de masă la, de exemplu, mol, denumirea proprietății ar fi molare, dar tipul lor ar rămâne același (adică intensive, respectiv extensive).

## Cu privire la lucrul mecanic și căldură
Lucrul mecanic și căldura nu sunt proprietăți termodinamice, ci mărimi de proces: fluxuri de energie peste limitele unui sistem termodinamic. Sistemele nu „conțin” lucru mecanic, dar pot „efectua” lucru mecanic și, la fel, în termodinamica formală, sistemele nu „conțin” căldură, dar pot „transmite” căldură. Totuși, în mod informal, o diferență de energie a unui sistem care apare numai din cauza unei diferențe de temperatură este numită în mod obișnuit „căldură”, iar energia care trece peste limita sistemului ca urmare a unei diferențe de temperatură este „căldură”.
Altitudinea (folosită în meteorologie) nu este de obicei o proprietate termodinamică. Altitudinea poate ajuta la specificarea poziției unui sistem, dar ea nu descrie starea sistemului. O excepție ar fi dacă efectul gravitației trebuie luat în considerare pentru a descrie o stare, caz în care altitudinea ar putea fi într-adevăr o proprietate termodinamică.
| Proprietate                                       | Simbol | Unitate  | Extensivă? | Intensivă? | Conjugata             | Potențial? |
| ------------------------------------------------- | ------ | -------- | ---------- | ---------- | --------------------- | ---------- |
| Activitate termodinamică                          | a      | –        |            | Green tick |                       |            |
| Capacitate termică (la presiune constantă)        | Cp     | J/K      | Green tick |            |                       |            |
| Capacitate termică masică (la presiune constantă) | cp     | J/(kg•K) |            | Green tick |                       |            |
| Capacitate termică (la volum constant)            | CV     | J/K      | Green tick |            |                       |            |
| Capacitate termică masică (la volum constant)     | cV     | J/(kg•K) |            | Green tick |                       |            |
| Compresibilitate (adiabatică)                     | βS, κ  | Pa−1     |            | Green tick |                       |            |
| Compresibilitate (izotermică)                     | βT, κ  | Pa−1     |            | Green tick |                       |            |
| Conductivitate termică                            | k      | W/(m•K)  |            | Green tick |                       |            |
| Constantă crioscopică                             | Kf     | K•kg/mol |            | Green tick |                       |            |
| Constantă ebulioscopică                           | Kb     | K•kg/mol |            | Green tick |                       |            |
| Densitate                                         | ρ      | kg/m3    |            | Green tick |                       |            |
| Difuzivitate termică                              | α      | m2/s     |            | Green tick |                       |            |
| Dilatare termică (liniară)                        | αL     | K−1      |            | Green tick |                       |            |
| Dilatare termică (areolară)                       | αA     | K−1      |            | Green tick |                       |            |
| Dilatare termică (volumică)                       | αV     | K−1      |            | Green tick |                       |            |
| Energie liberă (Helmholtz)                        | A, F   | J        | Green tick |            |                       | Green tick |
| Energie internă                                   | U      | J        | Green tick |            |                       | Green tick |
| Energie internă masică                            | u      | J/kg     |            | Green tick |                       |            |
| Entalpie                                          | H      | J        | Green tick |            |                       | Green tick |
| Entalpie masică                                   | h      | J/kg     |            | Green tick |                       |            |
| Entalpie liberă (Gibbs)                           | G      | J        | Green tick |            |                       | Green tick |
| Entalpie liberă masică                            | g      | J/kg     |            | Green tick |                       |            |
| Entropie                                          | S      | J/K      | Green tick |            | Temperatură T         | †          |
| Entropie masică                                   | s      | J/(kg K) |            | Green tick |                       |            |
| Entropie liberă (Gibbs)                           | Ξ      | J/K      | Green tick |            |                       | †          |
| Entropie liberă (Helmholtz)                       | Φ      | J/K      | Green tick |            |                       | †          |
| Fugacitate                                        | f      | N/m2     |            | Green tick |                       |            |
| Masă                                              | m      | kg       | Green tick |            |                       |            |
| Număr de particule                                | Ni     | –        | Green tick |            | Potențial chimic μi   |            |
| Potențial chimic                                  | μi     | kJ/mol   |            | Green tick | Număr de particule Ni |            |
| Potențial macrocanonic                            | Ω      | J        | Green tick |            |                       | Green tick |
| Presiune                                          | p      | Pa       |            | Green tick | Volum V               |            |
| Presiune internă                                  | πT     | Pa       |            | Green tick |                       |            |
| Temperatură                                       | T      | K        |            | Green tick | Entropie S            |            |
| Titlul vaporilor                                  | χ      | –        |            | Green tick |                       |            |
| Volum                                             | V      | m3       | Green tick |            | Presiune p            |            |
| Volum masic                                       | ν      | m3/kg    |            | Green tick |                       |            |

† În termeni de entropie liberă